# Большелуцкое сельское поселение
Большелу́цкое се́льское поселе́ние — муниципальное образование в Кингисеппском районе Ленинградской области. Административный центр — посёлок Кингисеппский.
Глава поселения — Иванов Алексей Анатольевич, и. о. главы администрации — Петров Олег Викторович.

## Географические данные
Сельское поселение находится на обоих берегах и в предустье реки Луга.
Раньше по ней проходил торговый путь новгородских купцов к Балтийскому морю, однако в наши дни река не судоходна. В ней водится окунь, щука, карась, плотва, минога, лосось, а также некоторые другие виды рыб.
В землях поселения залегает большое количество полезных ископаемых: песок, известняк, глина, торф и некоторые другие.
По территории поселения проходят автодороги:
- А180 «Нарва» (E 20) (Санкт-Петербург — Ивангород — граница с Эстонией)
- 41К-005 (Псков — Краколье)
- 41К-008 (Петродворец — ур. Криково)
- 41К-109 (Лужицы — Первое Мая)
- 41К-579 (Кингисепп — Манновка)
- 41К-597 (подъезд к дер. Захонье)
- 41К-614 (Куровицы — Орлы)

Расстояние от административного центра поселения до районного центра — 7 км.

## История

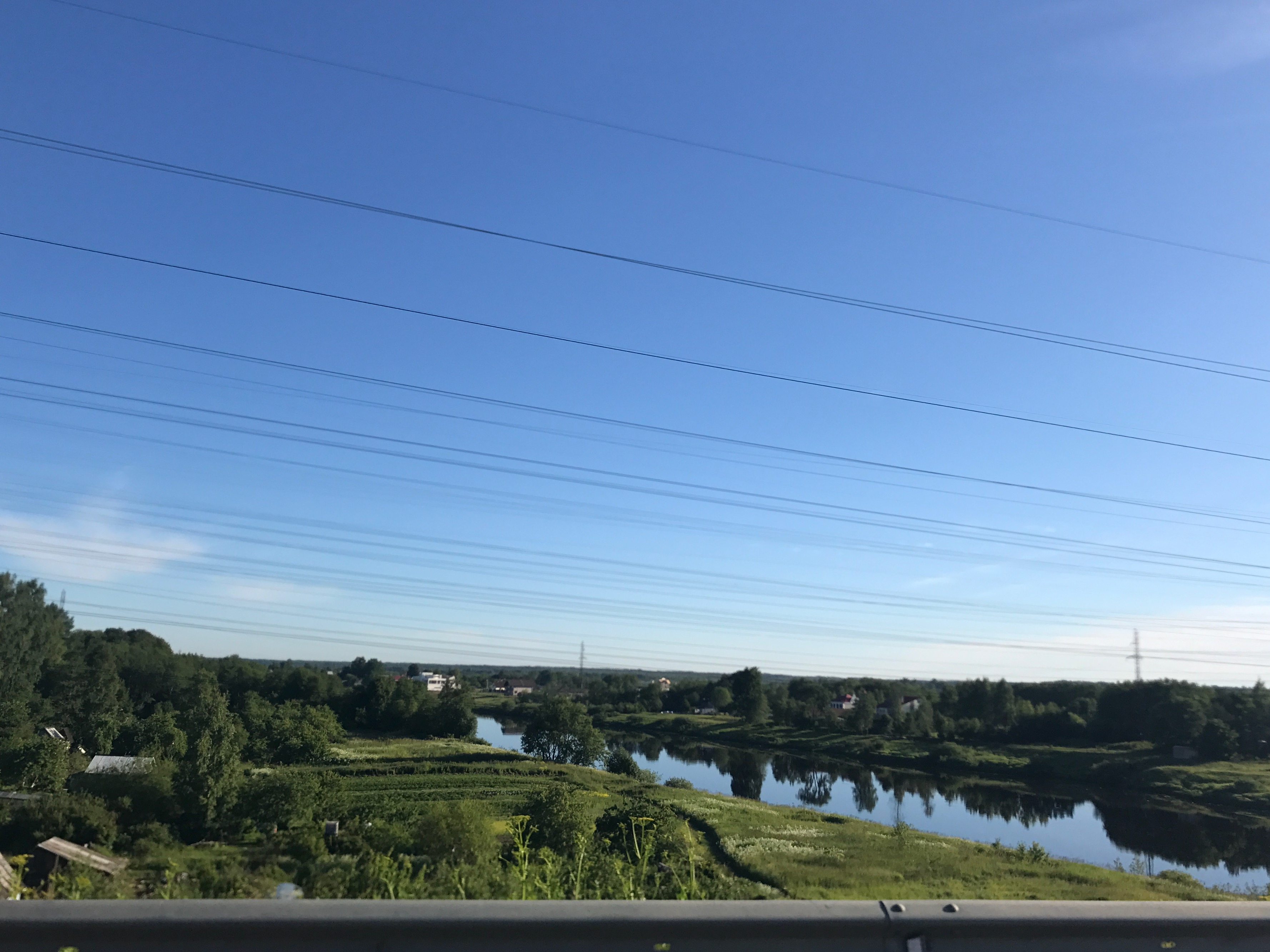
Мост через Лугу у посёлка Кингисеппский

Своё название поселение получило от деревни Большой Луцк, расположенной на правом берегу реки Луга. В прошлом она являлась центром поселения, но с возникновением посёлка Кингисеппский в 1974 году деревня потеряла этот статус.
Традиционным занятием местных жителей издавна являлось земледелие. В начале XVIII века здесь была основана стекольная промышленность. В деревне Жабино были построены стекольные заводы. Пески, находящиеся на береговой линии, служили сырьём для производства стекла, а обширные леса обеспечивали заводы топливом. Здесь выпускали стаканы, кружки, оконное стекло. Заводы принадлежали А. Меншикову.
В начале 1920-х годов в составе Горской волости Кингисеппского уезда был образован Большелуцкий сельсовет.
В августе 1927 года Большелуцкий сельсовет вошёл в состав Кингисеппского района Ленинградской области.
По данным 1936 года административным центром Большелуцкого сельсовета являлась деревня Александровская Горка.
16 июня 1954 года в состав Большелуцкого сельсовета вошёл ликвидированный Новопорховский сельсовет.
По данным 1990 года административный центр Большелуцкого сельсовета перенесён в посёлок Кингисеппский.
18 января 1994 года постановлением главы администрации Ленинградской области № 10 «Об изменениях административно-территориального устройства районов Ленинградской области» Большелуцкий сельсовет, также как и все другие сельсоветы области, преобразован в Большелуцкую волость, в её состав вошёл бывший Кошкинский сельсовет.
1 января 2006 года в соответствии с областным законом № 81-оз от 28 октября 2004 года «Об установлении границ и наделении соответствующим статусом муниципального образования Кингисеппский муниципальный район и муниципальных образований в его составе» образовано Большелуцкое сельское поселение, в его состав вошла территория бывшей Большелуцкой волости за исключением населённых пунктов Ореховая Горка, Поповка, Порхово.

## Население
| 2006  | 2010  | 2011  | 2012  | 2013  | 2014  | 2015  |
| ----- | ----- | ----- | ----- | ----- | ----- | ----- |
| 3500  | ↗3659 | ↘3654 | ↗3788 | ↘3758 | ↗3764 | ↗3790 |
| 2016  | 2017  | 2018  | 2019  | 2020  | 2021  | 2023  |
| ↘3767 | ↘3740 | ↗4701 | ↘3914 | ↘3717 | ↗6754 | ↘6706 |
| 2024  | 2025  |       |       |       |       |       |
| ↗6714 | ↗7296 |       |       |       |       |       |

## Состав сельского поселения
В состав поселения входят 22 населённых пункта:
| №  | Населённый пункт      | Тип населённого пункта          | Население    |
| -- | --------------------- | ------------------------------- | ------------ |
| 1  | Александровская Горка | деревня                         | ↗59 (2017)   |
| 2  | Большой Луцк          | деревня                         | ↗121 (2017)  |
| 3  | Жабино                | деревня                         | ↗35 (2017)   |
| 4  | Заречье               | деревня                         | ↘11 (2017)   |
| 5  | Захонье-1             | деревня                         | ↘14 (2017)   |
| 6  | Захонье-2             | деревня                         | ↘201 (2017)  |
| 7  | Карлово               | деревня                         | ↘4 (2017)    |
| 8  | Кингисеппский         | посёлок, административный центр | ↗5179 (2021) |
| 9  | Комаровка             | деревня                         | ↗29 (2017)   |
| 10 | Кошкино               | деревня                         | ↘222 (2017)  |
| 11 | Куровицы              | деревня                         | ↘59 (2017)   |
| 12 | Малый Луцк            | деревня                         | ↗237 (2017)  |
| 13 | Манновка              | деревня                         | ↗16 (2017)   |
| 14 | Новопятницкое         | деревня                         | ↗282 (2017)  |
| 15 | Орлы                  | деревня                         | ↗20 (2017)   |
| 16 | Падога                | деревня                         | ↘55 (2017)   |
| 17 | Первое Мая            | деревня                         | ↗105 (2017)  |
| 18 | Пулково               | деревня                         | ↘30 (2017)   |
| 19 | Сала                  | деревня                         | →28 (2017)   |
| 20 | Свейск                | деревня                         | ↗25 (2017)   |
| 21 | Серёжино              | деревня                         | ↘39 (2017)   |
| 22 | Туганы                | посёлок при станции             | ↘2 (2017)    |

## Экономика
Население занимается в основном сельским хозяйством. Наиболее крупные сельскохозяйственные предприятия на территории поселения работают в животноводческом направлении, а ЗАО «Радуга» выращивает овощи.

## Социальная сфера
Социальная сфера на территории поселения довольно развита: есть 3 школы, 4 Дома культуры, библиотека, детский сад, узел связи. Дом культуры «Кингисеппский» считается одним из лучших в районе. В нём работают более 20 творческих студий и любительских объединений.